# Conrad Schramm
Conrad Bernhard Schramm (auch Konrad Schramm; * 21. August 1822 in Krefeld; † 15. Januar 1858 in Saint Helier auf Jersey) war ein deutscher Revolutionär, Journalist sowie Freund von Marx und Engels.

## Leben
Conrad Schramm war der Sohn eines Kaufmanns. Von den acht Brüdern und Schwestern war er der jüngste. Einer seiner Brüder war Rudolph Schramm. Schramm absolvierte eine kaufmännische Ausbildung und war zeitweise als Privatlehrer tätig. 1846 desertierte er aus der preußischen Armee, kehrte aber nach Beginn der Revolution nach Deutschland zurück.
Er nahm an der Revolution 1848/1849 in Schleswig-Holstein und Hamburg teil und war unter anderem Redakteur des Kieler Demokratischen Wochenblatts. Im Mai 1849 wurde er in Hannover zusammen mit Karl Bruhn verhaftet, als er mit dem Pass von Theodor Hagen reiste, brach jedoch am 8. September 1849 aus der Festung Jülich aus und emigrierte nach Großbritannien. In London nahm er erneut Verbindung zu Karl Marx und Friedrich Engels auf, trat dem Bund der Kommunisten bei und wurde Mitglied seiner Zentralbehörde. Schramm war der verantwortliche „Garant“ der von Marx 1850 gegründeten Neuen Rheinischen Zeitung. Politische Revue, Hamburg, von der sechs Ausgaben erschienen.
Nach der Spaltung des Bundes der Kommunisten im Herbst 1850 unterstützte Schramm die Linie Marx’ und Engels’. Der Streit zwischen beiden Fraktionen des Bundes der Kommunisten wurde so heftig geführt, dass es sogar zu einem Duell zwischen August Willich und Schramm kam, das aber für beide glimpflich verlief. Zwischen 1852 und 1857 befand sich Schramm bei einer seiner Schwestern im Exil in den USA. Marx verhalf ihm dort zur Mitarbeit an dem von Karl Otto-Reventlow in Cincinnati herausgegebenen Hochwächter. Mitte Juli 1857 kehrte der an Tuberkulose erkrankte Schramm nach England zurück und ließ sich auf ärztlichen Rat in St. Hélier auf Jersey nieder, wo ihn Marx und Engels ein letztes Mal besuchten.
Marx schrieb über Schramm – laut ihm „einer [s]einer besten Freunde“:

„Schramms ungestüme tatenkühne Feuernatur, die sich nie durch Alltagsinteressen binden ließ, war durchtränkt mit kritischem Verstand, origineller Denkkraft, ironischem Humor und naiver Gemütlichkeit. Er war der Percy Heißsporn unsrer Partei“